# Xyloscia biangularia
Xyloscia biangularia là một loài bướm đêm trong họ Geometridae.